# Február

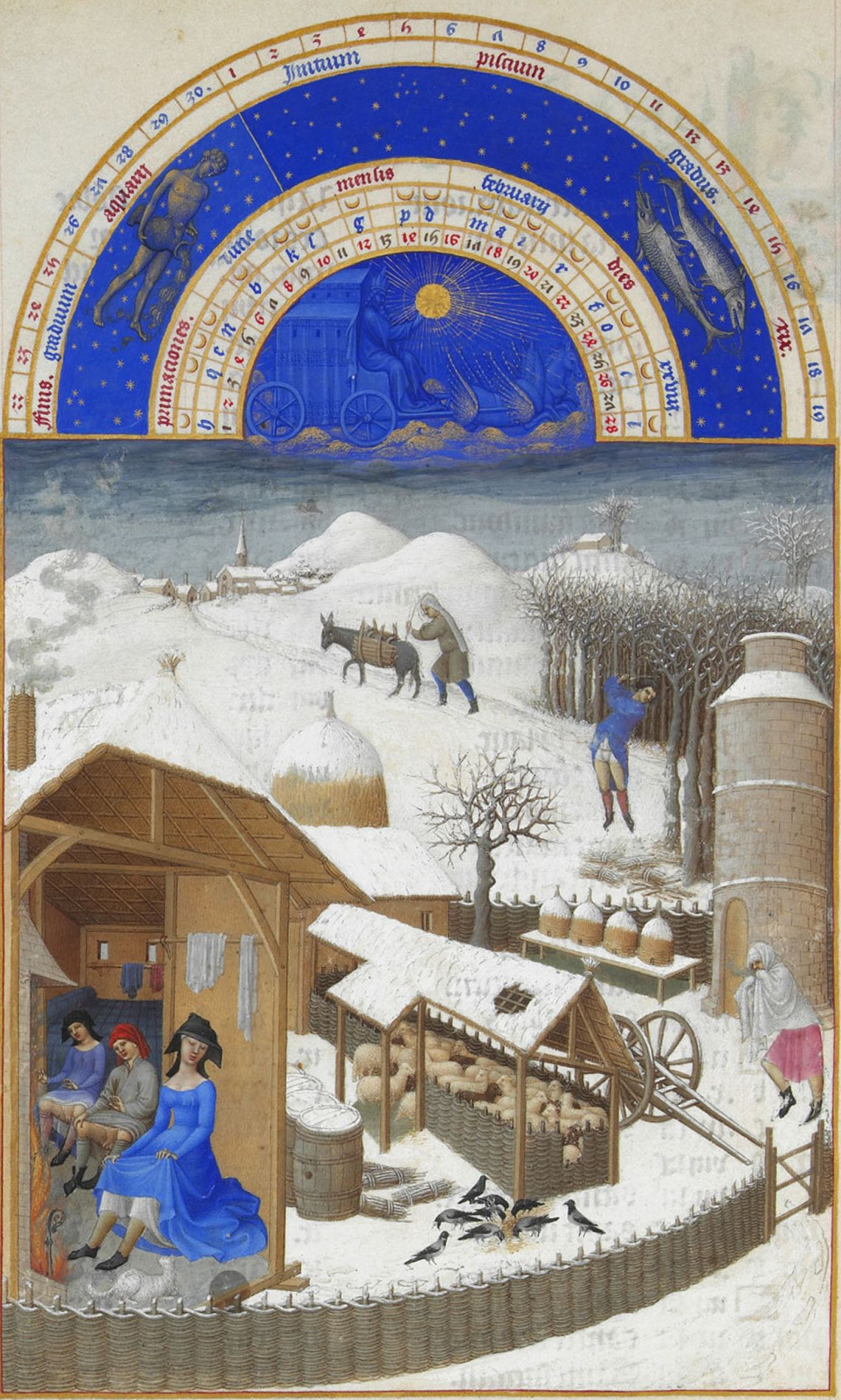
Február Berry hercegének hóráskönyvében (1410 körül)

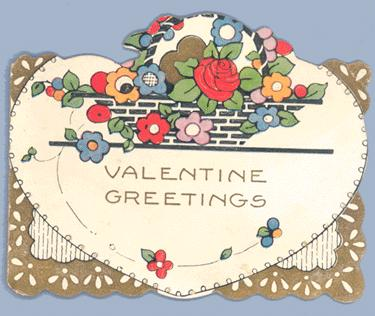
Valentin-napi amerikai képeslap az 1920-as évekből

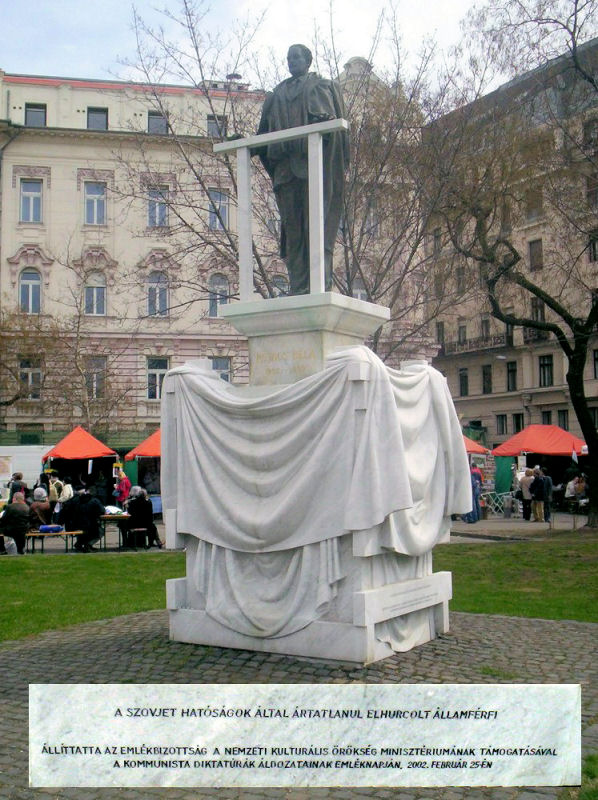
Kovács Béla 2002-ben, a kommunista diktatúrák áldozatainak emléknapja alkalmából leleplezett szobra Budapesten

Február (régiesen Februárius) az év második hónapja a Gergely-naptárban, szabályos években 28 napos, szökőévekben pedig 29 napos. Háromszor fordult elő a történelemben február 30-a. A 18. századi nyelvújítók a februárt az enyheges névre keresztelték át. A népi kalendáriumban böjt előhava (vagy másképpen böjtelőhó) néven szerepel.
A január és a február volt az utolsó két hónap, amit hozzáadtak a római naptárhoz, mivel az ókori latinoknál ez a téli időszak eredetileg nem kapott hónapot. Február a nevét Februusról, a megtisztulás római istenéről kapta, illetve a hozzá kapcsolódó Februa ünnepről, amely február 15-én zajlott.
Hagyományosan februárra esik a farsang időszakán belül a legtöbb bál, mulatság, lakoma.

## Események

### Februárban történt
Az egyes napokon történt eseményeket lásd az adott nap szócikkében!
- 1945. február 4–15. között zajlott a jaltai konferencia, ahol a szövetséges hatalmak vezetői döntöttek Németország lefegyverzéséről.

### Állandó ünnepek és emléknapok
A hónap napjainak egy-egy jellemzőbb ünnepe, emléknapja.
(A részleteket és a további ünnepeket, emléknapokat lásd az adott nap szócikkében!)
- február 1.: A köztársaság napja Magyarországon
- február 2.: Gyertyaszentelő Boldogasszony ünnepe
- február 3.: Szent Balázs ünnepe
- február 4.: Rákellenes világnap
- február 5.: Szent Ágota ünnepe
- február 6.: A számik (lappok) nemzeti ünnepe
- február 7.: Grenada - a függetlenség napja
- február 8.: Szlovénia - Prešeren-nap
- február 9.: Libanon - Szent Maron ünnepnapja
- február 10.: Olaszország - az emlékezés napja
- február 11.: Betegek világnapja
- február 12.: Darwin-nap
- február 13.: Budapest ostroma végének emléknapja
- február 14.: Szent Bálint napja („Valentin-nap”, a szerelmesek ünnepe)
- február 15.: Nirvána-nap, buddhista ünnep
- február 16.: Litvánia nemzeti ünnepe
- február 17.: Quirinalia ünnepe az ókori Rómában
- február 18.: Gambia nemzeti ünnepe
- február 19.: Nepál: A demokrácia napja
- február 20.: A társadalmi igazságosság világnapja
- február 21.: Az anyanyelv nemzetközi napja
- február 22.: Szent Péter székfoglalása, katolikus ünnep
- február 23.: Brunei nemzeti ünnepe
  - Japán: a császár születésnapja (Naruhito, 1960.)
- február 24.: Észtország nemzeti ünnepe
- február 25.: A kommunista diktatúrák áldozatainak emléknapja
- február 26.: Kuvait - a felszabadulás napja
- február 27.: A Dominikai Köztársaság nemzeti ünnepe
- február 28.: Finnország - Kalevala-nap
- február 29.: A ritka betegségek napja[1]

### Mozgó ünnepek és emléknapok
- január vége: Srí Pancsami (Shree Panchami) hindu tavaszünnep[2]
- január 21 és február 21 között: kínai holdújév
- január közepe és február közepe között: tu bisvát, a fák ünnepe.
- általában februárra esik a farsang, vége és egyben csúcspontja, a „farsang farka” (a hamvazószerda előtti napokon, farsangvasárnaptól húshagyókeddig).[3]
- február első csütörtöke: A választások világnapja[4]
- február második vasárnapja: A házasság világnapja
- február 6-8 között: A barátságos internet napja
- február harmadik hétfője: Washington születésnapja az USA-ban (gyakran Presidents' Day, azaz „Elnökök napja” néven)[5]

## Februári népszokások, hagyományok

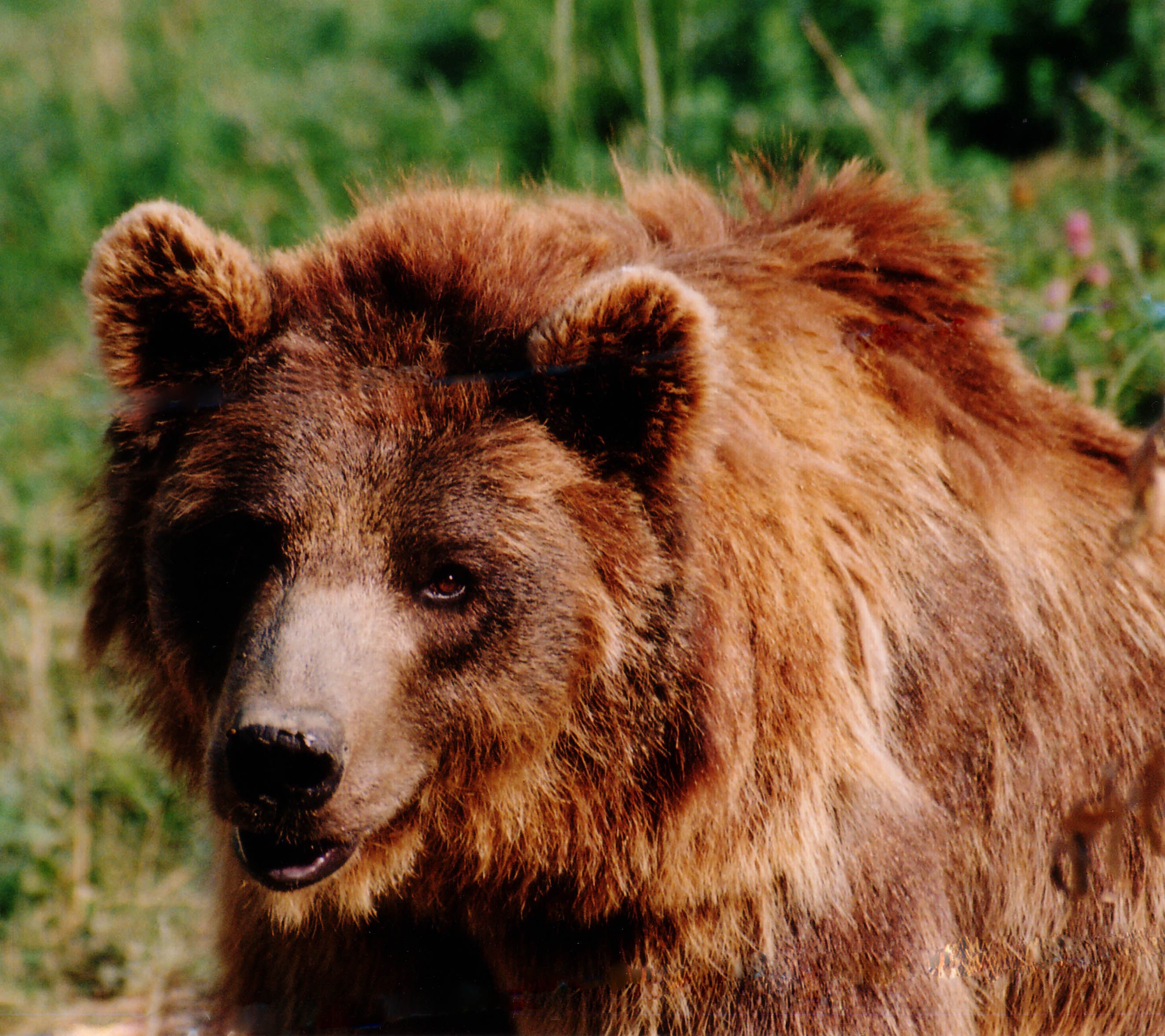
A barna medve, gyertyaszentelő kedvelt „időjósa”

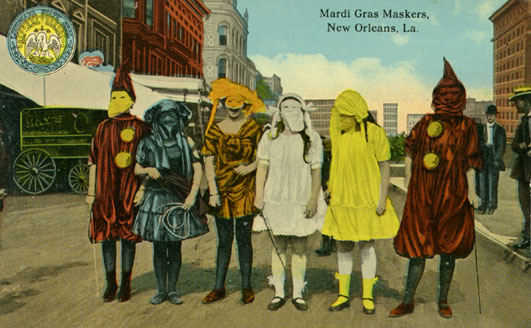
New Orleans-i karneválozók 1915-ben

Február 2-án, Gyertyaszentelő Boldogasszony napján a katolikus templomok körül sok helyen körmenetet tartanak, és közben zsoltárokat énekelnek. Ilyenkor kerül sor a gyertyaszentelésre is. A hagyományos néphit szerint a pap által megszentelt gyertya megvédi a gonosz szellemektől a csecsemőket, a betegeket, a halottakat. A gyertyaszentelő ünnepéhez hagyományosan különféle tavaszjóslatok kapcsolódnak. Az európai hagyomány szerint ha a barna medve - egyes helyeken a borz - gyertyaszentelő napján, február 2-án kijön az odvából és meglátja az árnyékát, akkor visszabújik és alszik tovább, mert hosszú lesz a tél. Ha viszont borús idő van, akkor kint marad, mert rövidesen jön a tavasz. Az északolasz népi szólásokban e napon a medve mellett a farkas is „időjósként” jelent meg. Észak-Amerikában pedig az újkori bevándorlók az ott élő erdei mormotát tették a február 2-ai népi hiedelem tárgyává, olyannyira, hogy ez a nap „az erdei mormota napjaként” (Groundhog Day) is ismert. Ezeket a hiedelmeket a meteorológusok nem igazolják.
Február 14-e Szent Bálint napja (Valentin-nap), a szerelmesek védőszentjének ünnepe. Az angolszász országokban alakult ki az a hagyomány, hogy ezen a napon a szerelmesek, a jó barátok és mindazok, akik szeretik egymást kisebb ajándékokkal (képeslappal, virággal, színes léggömbökkel, szívekkel) lepik meg egymást.
Általában februárra esik a karnevál, vagyis farsangi felvonulás. A leghíresebb a riói karnevál és a velencei karnevál, Magyarországon pedig a busójárás. (Egyes években ezek az ünnepségek március elejére esnek.)

### A magyarság körében
Február 3-án, Szent Balázs napján volt szokás a balázsolás, amikor a torokfájósokat parázsra vetett alma héjával megfüstölték, hogy ezzel a fájdalmat, betegséget okozó gonoszt elűzzék. Máshol a pap a beteg gyermekek álla alá két gyertyát tett keresztbe és imát mondott. Balázs napja az iskolások ünnepe is volt, amikor a diákok házról házra járva jelmezesen vonultak fel, adományokat gyűjtöttek az iskolának és új diákokat toboroztak. Ez az úgynevezett „balázsjárás”, ami a magyarságon kívül a szlovákok és csehek körében is ismert volt.
Farsang idején széles körben elterjedt szórakozási forma volt a farsangi bál. A vidéki élet kiemelkedő eseményének számított a megyebál. Ezenkívül különféle társadalmi egyletek, sportkörök is hirdettek tagságuknak bálokat, de jótékony célú táncos ünnepségek is. Faluhelyen a farsang legjellemzőbb eseményei közé tartoztak a különböző köszöntő szokások, álarcos, jelmezes farsangi felvonulásokra is sor került. A legkedveltebb figurák voltak például a koldus, betyár, menyasszony, katona. A farsang gondolatköre elsősorban a házasság témája körül forgott. A legények a muzsikosokkal végigjárták a falu utcáit, a lányos házak előtt táncoltak, és megtáncoltatták a házbéli lányt is. A farsangi alakoskodók általában kis párbeszédes jeleneteket is előadtak, ilyenkor került színre a tréfás lakodalom is. A farsangi lakodalmas játékok közül leglátványosabb a nyugat-dunántúli rönkhúzással összekötött mókaházasság volt, amikor a leányokból, legényekből álló párok egy kidöntött fát húztak végig az úton. A köszöntők és felvonulások evés-ivással, valamint a táncházban vagy fonóházban tartott közös táncmulatsággal, bállal zárultak. A farsangi bálok fontos szerepet játszottak a párválasztásban. A mulatság gyakran elkülönült korcsoportonként. Gyakori volt a lányok, asszonyok külön farsangolása is (asszonyfarsang). A farsangi napokban tartották a disznótort is. Erre rokonokat, szomszédokat hívtak össze, és reggelig mulattak. A farsang jellegzetes süteménye volt a fánk és a rétes. A sok étel fogyasztásától az év bőségét remélték.
A magyar népi mondóka a február hónapot a következőképpen jellemzi:
Gyertyaszentelő melege
Sok hó s jégnek előjele, 
Gyertyaszentelő hidege
Kora tavasznak előhírnöke.
Jeget olvaszt Mátyás, hogyha talál,
S ha nem talál, akkor bizony csinál.
Ha derűs a Román napja,
Ég áldását bőven adja.

## Érdekességek
- A horoszkóp csillagjegyei közül az alábbiak esnek február hónapba:
  - Vízöntő (január 20.–február 19.) és
  - Halak  (február 20.–március 20.).
- Február folyamán a Nap az állatöv csillagképei közül a Bak csillagképből a Vízöntő csillagképbe lép.
- Szabályos években a február a hét ugyanazon napjával kezdődik, mint az adott év márciusa és novembere.
- Szökőévekben a február a hét ugyanazon napjával kezdődik, mint az augusztus.
- Minden évben a február a hét ugyanazon napjával kezdődik, mint az előző év júniusa.
- A huszadik század során a februári átlag havi hőmérséklet 10,89 °C volt, míg 2016-ban a februári átlaghőmérséklet 12,1 fok volt.[9]
- Februárban tartják négyévenként a téli olimpiai játékokat.

## Február a művészetekben
A februárt számos költő örökítette meg versben, pl.:
- Radnóti Miklós: Február
- Tóth Árpád: Februárius